# Francesco da Sangallo

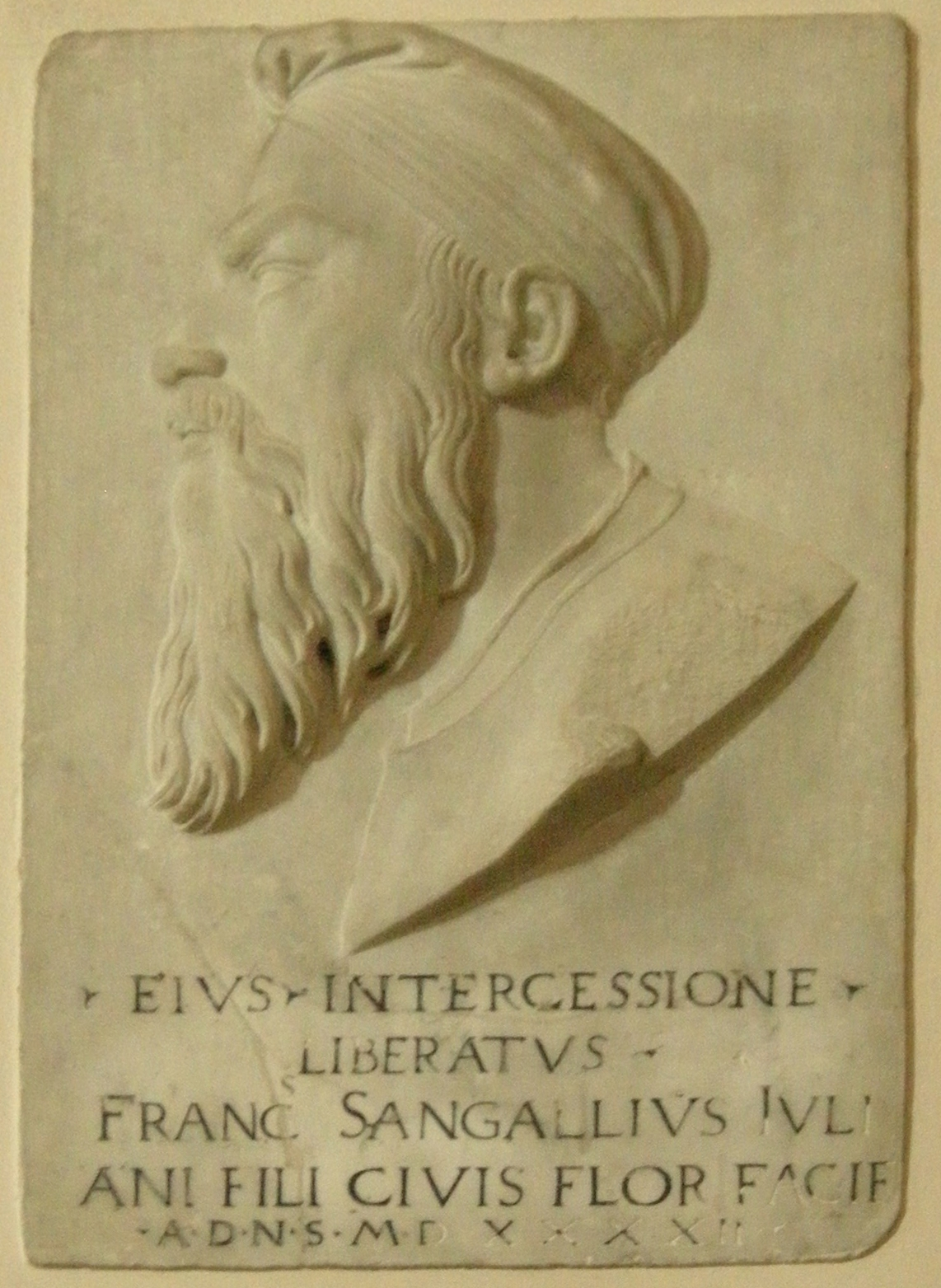
Francesco da Sangallo

Francesco da Sangallo (Florence, 1484 — aldaar, 1576) was een Italiaans beeldhouwer. Hij was de zoon van architect en beeldhouwer Giuliano da Sangallo.
De werken van Francesco da Sangallo behoren tot de hoogrenaissance-beeldhouwkunst. 
Sangallo werd geboren in Florence. Zijn vader nam hem op tienjarige leeftijd mee naar Rome, waar hij in 1506 aanwezig was bij de identificatie van de groep Laocoön, een gebeurtenis die hij beschreef in een brief uit 1567, tegen het einde van zijn leven. Francesco da Sangallo was een leerling van Andrea Sansovino. Het vroegst gedateerde beeld dat aan hem wordt toegeschreven is de "Maagd en kind met de heilige Anna" in Orsanmichele, Florence.   